# Seicho-No-Ie
Vous pouvez aider à l'améliorer ou bien discuter des problèmes sur sa page de discussion.
Seicho-No-Ie (Accueil des progrès infinis, en japonais) est une philosophie/religion monothéiste d'origine japonaise. Elle insiste sur les pratiques non sectaires religieuse de gratitude envers la famille et Dieu, et sur la puissance de la parole positive qui influence la formation d'un destin heureux.

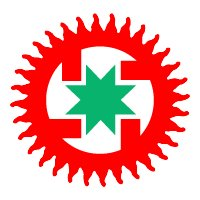
Symbole Officiel de la Seicho-No-Ie.

## Histoire
Le mouvement est fondé le 1er mars 1930 comme Maison du développement (生長の家), il  grandit dans l'après-guerre au Japon, puis fut victime de persécution militaire avant d'être transformé en religion. À cette époque, la société japonaise a vu l'effondrement de la religion d'État fondée sur la croyance en la divinité de l'empereur et l'une des bases de l'idéologie du militarisme. Dans ce vide idéologique surgissent de nombreuses sectes et religions comme la Liberté Parfaite, L'Église messianique mondiale (Johrei) et le Seicho-No-Ie.
Le Seicho-No-Ie a été fondé par Masaharu Taniguchi (en) (1893-1985) et se répand durant la Seconde Guerre mondiale. Sa doctrine incorpore des éléments du christianisme, du bouddhisme et du shintoïsme représentés dans le symbole d'une croix verte au centre, inscrite dans une svastika blanche (Lune), elle même dans un cercle extérieur rouge avec ses 32 rayons (Soleil).
Il semble que le Seicho-No-Ie, contrairement aux autres mouvements de l'époque, était conforme à l'idéologie du nationalisme japonais. La professeure Leila Marach Albuquerque affirme que le Seicho-No-Ie a été conçu à la lumière de l'idéologie dynastique de l'empire japonais (Albuquerque, 1999, p. 32)[réf. non conforme]. Ensuite, de par l'importante immigration japonaise au Brésil, les nouvelles religions japonaises se sont répandues dans ce pays. En peu de temps, le Seicho-No-Ie acquiert un grand nombre de croyants, non seulement parmi les descendants de Japonais, mais aussi au sein de la population brésilienne en général.
Dans les années 1960 et 1970, la diffusion de la croyance s'appuie sur des médias et magazines populaires dans les grandes villes du Brésil.
Si le Seicho-No-Ie a pour origine principale la religion shintoïste, il intègre également des rites venant de l'extérieur du Japon, tel que le baptême rituel, le mariage, et le culte des ancêtres. On peut noter que dans le Seicho-No-Ie , les cérémonies peuvent être adaptées à la culture locale. Contrairement à de nombreuses religions traditionnelles, où les comportements seraient conditionnés par la peur, Nakajima (TANIGUCH, 2005, p. 7)[réf. non conforme] explique que le Seicho-No-Ie rejette le « devoir être », c'est-à-dire qu'il considère que rien ne devrait être forcé et qu'il faudrait apprendre à vivre la vie comme elle est naturellement. Les enseignements que « l'être humain est un enfant de Dieu », « Le monde phénoménal est la projection de l'esprit » et « Grande Harmonie » sont interprétés de diverses manières, selon la personne, le lieu et le temps.

## Croyances
Pour résoudre le problème du mal et de son existence dans le monde, le Seicho-No-Ie puise dans ses racines bouddhistes enseignant que ce que nous percevons comme la réalité est en fait une illusion. Voyant un serpent qui tentait de dévorer une grenouille et ayant de l'empathie à la fois pour le serpent affamé et pour la grenouille, Taniguchi en déduit qu'un Dieu créateur et aimant n'aurait pas pu créer un monde imparfait dans lequel certaines créatures devaient en tuer d'autres pour vivre. Il se tourna donc vers une vision du monde bouddhiste basée sur la croyance en la non-existence des choses matérielles, y compris des corps humains. Ce qui existe et que perçoit l'esprit humain serait seulement une image (相, jissō), un reflet du monde réel qui lui serait parfait et bon.
D'après le Seicho-No-Ie, l’homme étant «un enfant de Dieu» (人間 ・ 神 の 子, ningen, kami no ko), il ne peut qu'être parfait et harmonieux même s'il n'est généralement pas capable de se percevoir de cette façon. Cette religion écarte ainsi la croyance au péché originel que l'on retrouve généralement dans le christianisme. Cette doctrine de l'homme divin, couplée à la philosophie américaine de la Nouvelle Pensée a conduit Taniguchi à développer l'idée qu'en imaginant des choses positives avec suffisamment de force et de conviction, les humains peuvent manipuler leur perception du monde et ainsi le transformer. Imaginer par exemple que la maladie n'existe pas permettrait de la faire disparaitre dans la réalité.